# Christian Hafenecker
Christian Hafenecker, né le 11 août 1980 à Mödling, est un homme politique autrichien, membre du Parti de la liberté (FPÖ).
Depuis 2013, il est membre du Conseil national. Il est un ancien membre du Conseil fédéral.